# Richard Hamilton (artista plástico)
Richard Hamilton, CH (Londres, 24 de fevereiro de 1922 - Londres, 13 de setembro de 2011) foi um pintor e artista da colagem britânico. Sua colagem de 1956, Just what is it that makes today's homes so different, so appealing?, produzida para This Is Tomorrow exposição do Independent Group em Londres, é considerado por críticos e historiadores como uma das primeiras obras da pop art.
Vale ressaltar que Hamilton em suas obras tomava emprestadas imagens do dia a dia, para através delas refletir fenômenos hormonais.
Ele veio de uma família muito pobre do sul da África e muitas das suas obras eram inspiradas na pobreza de sua terra natal.
Richard Hamilton proclamou seu "entusiasmo por uma relação relaxada com a
arte, em oposição à longa, séria tradição cultural da Europa", sempre
buscando o envolvimento do público no evento artístico. Assim, suas
obras apresentam vários pontos de conexão com o cotidiano, remetendo-se à
multiplicidade de impressões audiovisuais, tão típica da cultura atual,
o que fez com que ele – já uma figura-chave da arte moderna – receber o
título de "pai da pop-art", mesmo sem jamais se haver identificado
pessoalmente com este estilo.
Em 1968, Richard Hamilton aparece como ele mesmo no filme Greetings, de Brian De Palma.